# تپه امامزاده بی نام تنوردر
تپه امامزاده بی نام تنوردر مربوط به دوره ایلخانی است و در شهرستان دورود، بخش مرکزی، دهستان ژان، ضلع شرقی روستای تنوردر واقع شده و این اثر در تاریخ ۲۳ بهمن ۱۳۸۵ با شمارهٔ ثبت ۱۷۱۷۱ به‌عنوان یکی از آثار ملی ایران به ثبت رسیده است.